# M142高机动性多管火箭系统

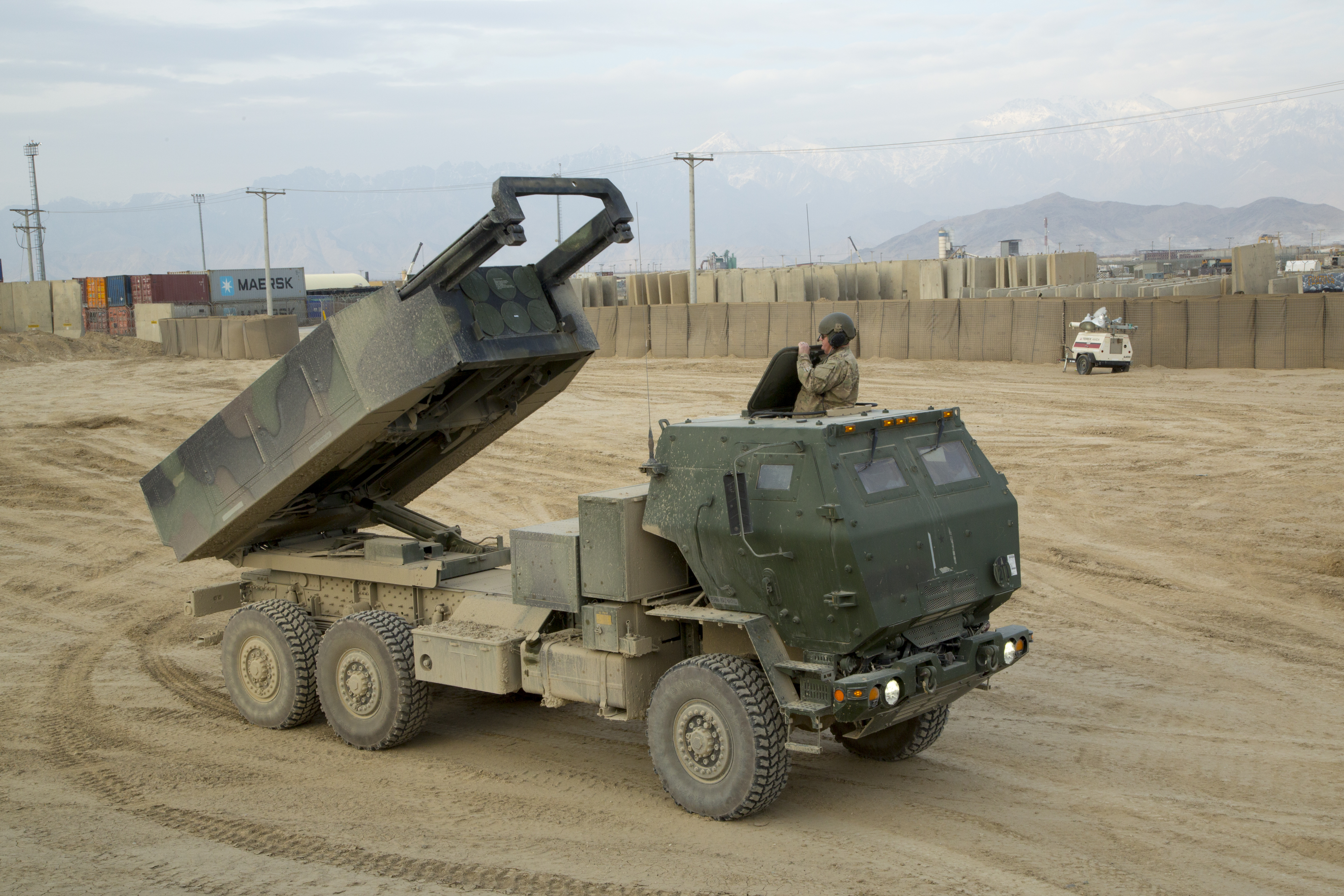
美軍M142加強裝甲版於伊拉克

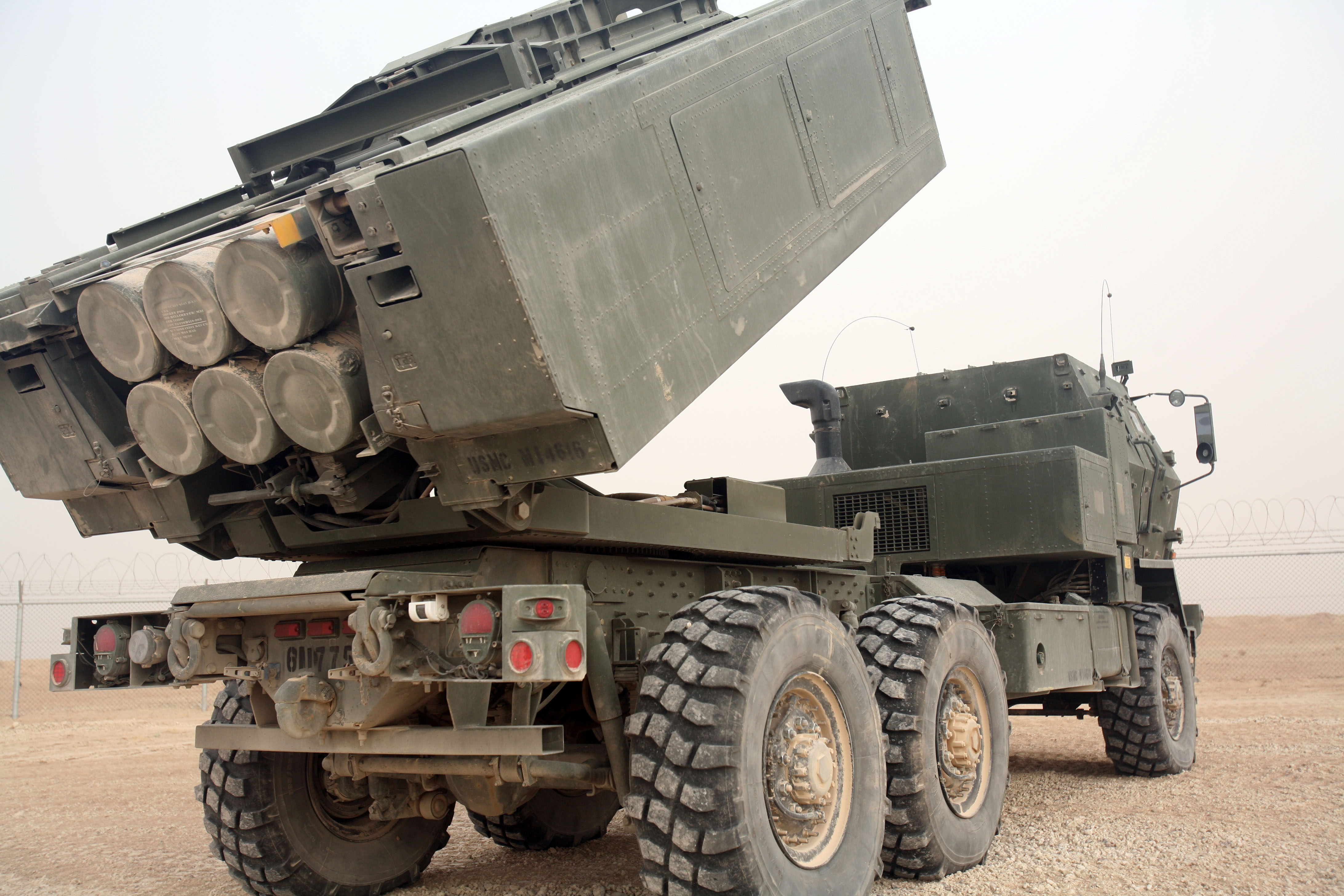
可在戰場直接吊換的模組有六枚裝彈量

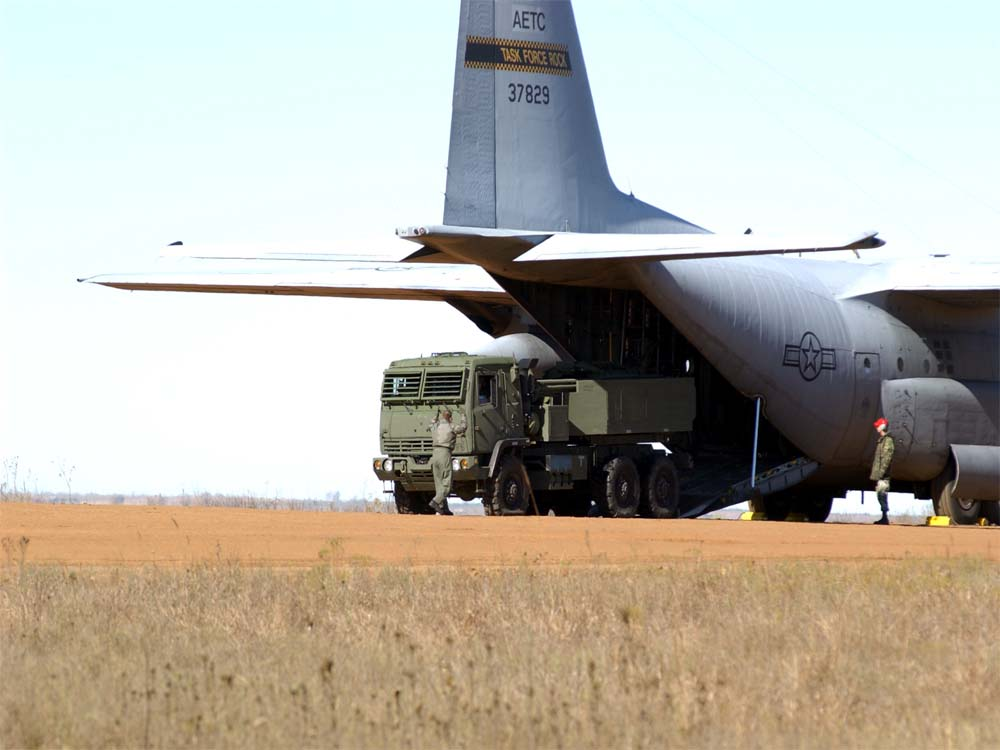
空運部署

M142高机动性多管火箭系统（英語：M142 High Mobility Artillery Rocket System），簡稱海马斯（HIMARS），是美国於1990年代末期研發的多管火箭炮，意在取代以履帶為底盤而導致機動性不佳的M270多管火箭系統；可發射MLRS弹药家族的各类火箭和导弹（包括MGM-140（ATACMS）导弹在內），使用洛克希德马丁公司推出的导弹火控发射系统，而车辆底盘是BAE公司与美国国家太空總署国防集团联合研发的中型战术车辆系統（MTV）。

## 发展

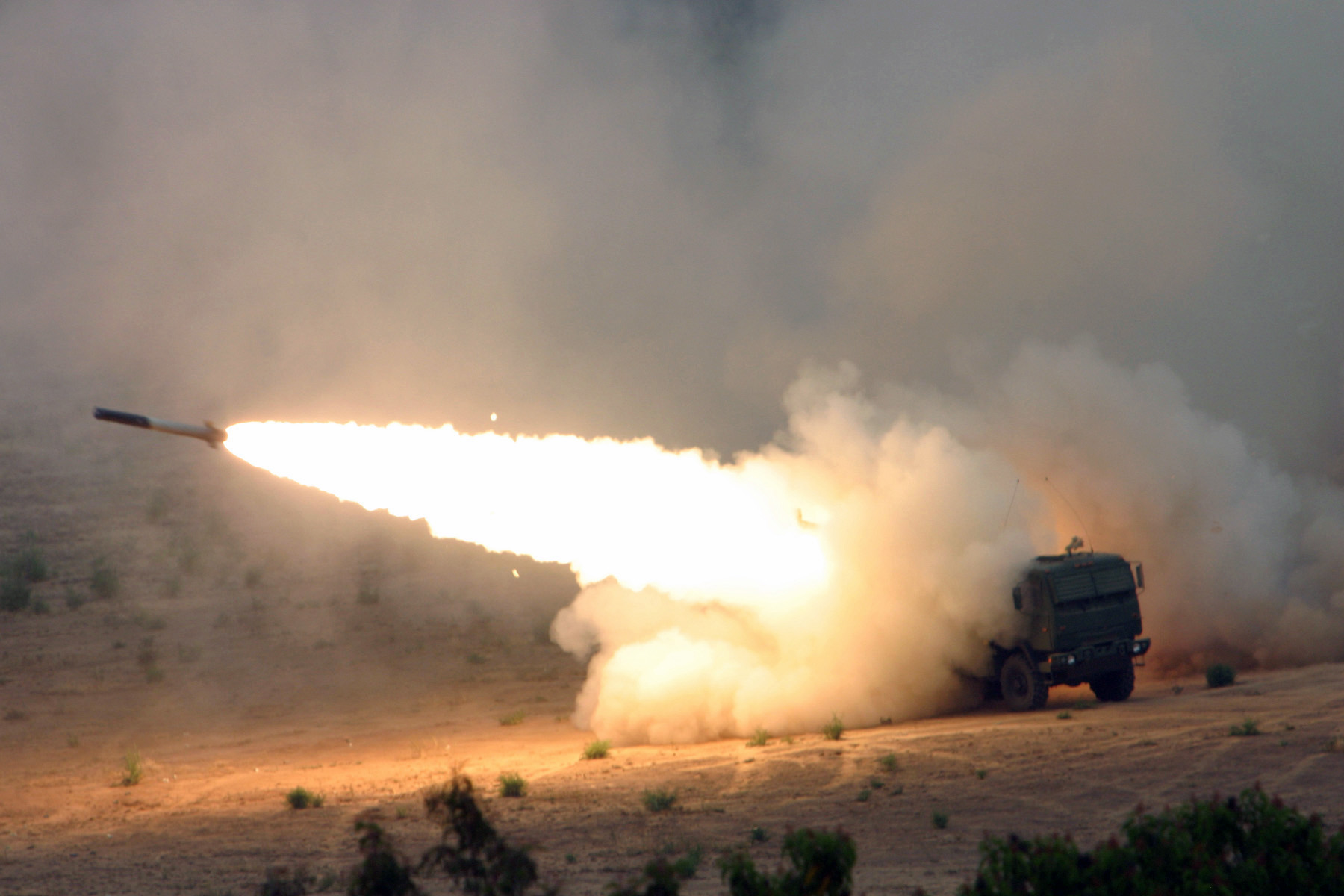
一发MFOR从海马斯上发射

M142多管火箭發射車是M270多管火箭系统的轮式发射车版本，一个发射箱总共携带6枚火箭彈或一枚MGM-140 陆军战术导弹系统（ATACMS）导弹，前者携带有导引或无导引的弹头射程可达42 km（26 mi），ATACMS的射程则达到300 km（190 mi）远，而导弹的飞行高度可达到50公里，同时该车也可以携带同M270多管火箭发射系统发射舱一样不同规格的MFOM-227毫米口径的火箭弹。其车内窗户是由强化的蓝宝石玻璃组成。
第十八野战炮兵旅在北卡罗来纳州对海马斯进行初始测试。1998年，海马斯参与了第二十七野战炮兵团（快速兵力援派计划）先进概念技术演习（ACTD）。2002，美国海军陆战队获得改进型发射系统。2007年七月，海军陆战队将海马斯部署到伊拉克安巴尔省，这是海马斯第一次参与海外作战。
海马斯也被用来测试发射车载面对空导弹系统（AMRAAM）。

## 作戰历史

### 阿富汗誤殺平民事件
2010年2月14日，阿富汗的媒體表示，駐阿富汗國際維和部隊的兩枚從海馬斯發射的火箭彈擊中了距離預定敵方目標300米的位置導致12名平民死亡，災難發生後國際安全援助部隊立刻停用海馬斯進行修正和檢討報告。一個英國軍官事後說，火箭的目標僅僅是為了打擊塔利班武裝組織，而海馬斯經調查整改之後也恢復了使用。報告指出造成平民傷亡的原因是因為塔利班佔領使用一處民宅，而國際安全援助部隊並不知道該地點有平民。2010年10月21日發表的紐約時報表示海馬斯協助北約進攻坎大哈並且針對塔利班指揮官的藏身之所進行攻擊， 這迫使他們中的許多人越過邊境撤退到巴基斯坦 。

### 俄乌战争

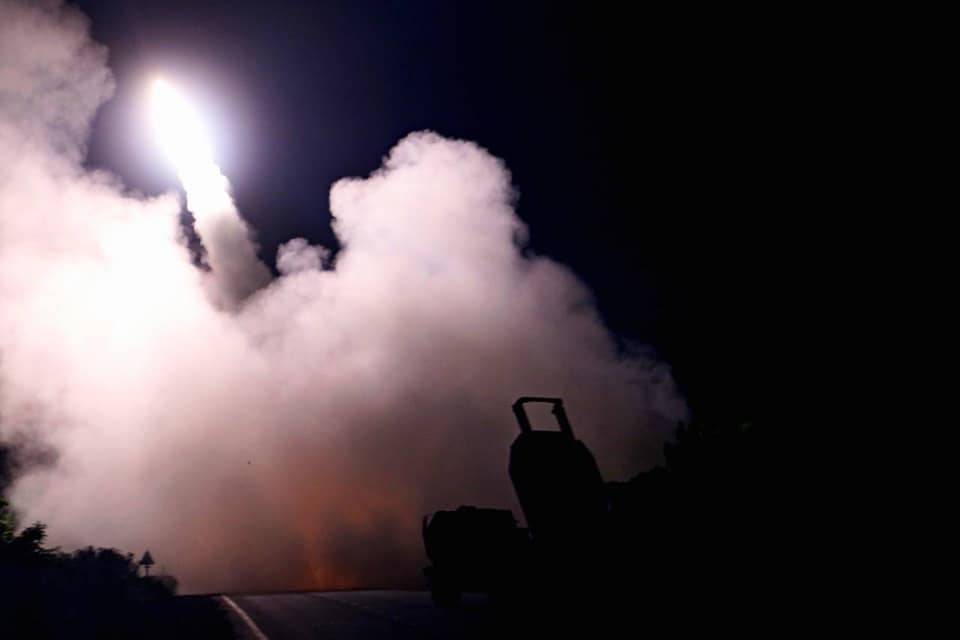
2022年6月，海马斯投入乌克兰战场。

美國確定援烏38套海馬斯，現已給予烏克蘭陸軍24套海馬斯在前線作戰，並持續補充其彈藥。
2022年6月26日，烏克蘭第72機械旅發表了一段空拍機所拍攝的戰果確認影片，俄羅斯第20集團軍的其中一處在烏克蘭東部伊久姆附近的指揮所遭遇海馬斯火箭彈的連續轟擊，其中幾個BM-27飓风火箭炮還發生殉爆。此外，俄羅斯媒體證實另一個位於頓巴斯的俄軍集結的臨時基地也遭到摧毀。
乌克兰方面使用海马斯主要是针对后方节点狙击，在2022年夏季于赫尔松州发动的反攻中，海马斯火箭炮多次被乌克兰用于摧毁俄军的弹药库，铁路枢纽以及渡河桥梁等高价值目标，拖累了俄羅斯前线作战能力。
2022年7月，乌克兰分别于7月19日和7月22日两次袭击了第聂伯河上的安東諾夫斯基大橋，同时，位于上游的安東諾夫斯基鐵路橋和卡霍夫卡水电站亦受到了袭击。美国援助的GMLRS制导火箭弹在这些袭击中展现出了非常高的精度，例如在乌军对安東諾夫斯基大橋的几次袭击中，桥面的同一区域遭受多枚火箭弹击中致使该桥暫時丧失通行能力。这些袭击致使第聂伯河右岸的俄军被暫時與其他占领区分割，致使占领赫尔松的俄军需依赖渡轮进行补给。
2023年5月，来自美国、乌克兰和英国的五个消息来源报告说，最近几个月，由于 GPS 制导受到强烈干扰，GMLRS 火箭的效率越来越低，这在以前是没有观察到的。一位乌克兰消息人士说，尽管导弹仍能击中目标，但信号受到干扰，射偏率越来越高，乌克兰武装部队正与美国一起寻求解决这一问题。干扰 GPS 信号还会影响其他依赖卫星导航的精确制导弹药，例如 M982神劍導引炮彈或 JDAM-ER滑翔炸弹。例如，五角大楼泄露的文件中报告了干扰这些航空炸弹信号的问题，反應GPS卫星制導弹藥未必适应高干扰环境。
自从乌克兰2022年开始使用海马斯对抗俄罗斯军队以来，莫斯科经常声称摧毁了战场上的火炮系统，但克里姆林宫的说法一直未得到独立证实，也沒有海馬斯被摧毀的圖像。直到2024年2月中旬发布的图像似乎显示两台海马斯返回美国进行维修，在車輪與鈑金部分显示出不同程度的损坏，這才提供了一个事实证据。
2024年3月俄罗斯消息人士称，俄罗斯陆军在尼卡诺里夫卡村附近袭击，並且首度全損了一部海马斯系统，该村位于当前前线以西25至30英里处，位于被占领的阿夫迪伊夫卡镇西北部和俄罗斯控制的巴赫穆特西南部。与此同时，乌克兰议会国家安全、国防和情报委员会秘书罗曼·科斯坚科对社交网络上出现的一段显示海马斯多管发射导弹系统被摧毁的视频做出了反应。科斯坚科表示，这是一年半多来首次失去海马斯，需要进行彻底调查。

## 相关改进
洛克希德马丁公司的英国和英瑟斯公司共同开发了一个类似於海马斯的轻量级移动火箭武器系统/火箭（LIMAWS（R））并且由英国陆军採用。该发射系统仅由一个单一的多管火箭发射舱安装在SPV600撒普凯特底盘组成。LIMAWS(R)计划于2007年9月被取消。

## 使用國
美国

藍色為M142高機動性多管火箭系統之使用國

- 美國陸軍：截至2025年2月，美国陆军共装备368辆M142高机动性多管火箭系统
  - 第210野戰砲兵旅（210th FAB)
    - 第37野战炮兵团第6營(6-37 FAR)
    - 第13野战炮兵团第1營(1-13 FAR)

  - 第17野戰砲兵旅(17th FAB)
    - 第3野战炮兵团第5營(5-3rd FAR)
    - 第3野战炮兵团第1營(1-3 FAR)
    - 第94野战炮兵团第1營(1-94th FAR)

  - 第18野戰砲兵旅(18th FAB)
    - 第27野战炮兵团第3營(3-27th FAR)
    - 第321野战炮兵团第3營(3-321st FAR)

  - 第41野戰砲兵旅(18st FAB)
    - 第77野战炮兵团第1營(1-77th FAR)
    - 第6野战炮兵团第1營(1-6th FAR)

  - 第75野戰砲兵旅(75th FAB)
    - 第14野战炮兵团第1營(1-14th FAR)
- 美国陆军国民警卫队
  - 第45野戰砲兵旅（奥克拉荷马陆军国民警卫队）
    - 第158野战炮兵团第1营（奥克拉荷马州陆军国民警卫队）
    - 第113野战炮兵团第4營（得克萨斯州陆军国民警卫队）

  - 第65野戰砲兵旅（犹他州陆军国民警卫队）
    - 第113野战炮兵团第5营（北卡罗莱纳州陆军国民警卫队）

  - 第115野战炮兵旅（怀俄明州陆军国民警卫队）
    - 第121野战炮兵团第1营（威斯康星州陆军国民警卫队）
    - 第300野战炮兵团第2营（怀俄明州陆军国民警卫队）

  - 第130野战炮兵旅（堪萨斯州陆军国民警卫队）
    - 第130野战炮兵团第2营（堪萨斯州陆军国民警卫队）

  - 第138野战炮兵旅（肯塔基州陆军国民警卫队）
    - 第116野战炮兵团第3营（佛罗里达州陆军国民警卫队）
    - 第623野战炮兵团第1营（肯塔基州陆军国民警卫队）

  - 第142野战炮兵旅（阿肯色州陆军国民警卫队）
    - 第181野战炮兵团第1营（田纳西州陆军国民警卫队）

  - 第169野战炮兵旅（科罗拉多州陆军国民警卫队）
    - 第157野战炮兵团第3营（科罗拉多州陆军国民警卫队）

  - 第197野战炮兵旅（新罕布什尔州陆军国民警卫队）
    - 第197野战炮兵团第3营（新罕布什尔州陆军国民警卫队）
    - 第182野战炮兵团第1营（密歇根州军国民警卫队）
- 美国海军陆战队
  - 第10陆战团第1营
  - 第10陆战团第2营
  - 第11陆战团第5营
  - 第12陆战团第3营
  - 第14陆战团第2营

- 採購42套[21]。

 乌克兰
- 乌克兰陆军：2022年俄羅斯入侵烏克蘭期間：美國預計軍援了烏克蘭39套的 M142[22][23][24]。

 波蘭
- 波蘭陸軍：預計共38套海馬斯。波蘭在2018年花費4億美元購買首批20套海馬斯，並將在2023年全數交付完畢[25]。2022年波蘭國防部長布拉什恰克表示，為強化波蘭炮兵戰力，已正式向美國要求增購 500 套M142海馬斯或M270 MLRS多管火箭系統，可裝備 80 個炮兵營[26]及後由於考慮美方產能不足，因此最後減少採購數量，並改採購韓國製的288套K239天橆多管火箭炮（英语：K239 Chunmoo）代替[27]。2023年2月100億美元購買18套HIMARS系統，468具裝填模組套件、45套MGM-140 陸軍戰術導彈系統[28]。

 羅馬尼亞
- 羅馬尼亞陆军：36套M142[29]

 中華民國
- 中華民國陸軍：包括29套海馬斯、84枚MGM-140 陸軍戰術導彈、54枚低成本減程練習火箭（LCRRPR）、864枚「精準火箭」 [30][31]。美國國防安全合作署（DSCA）在2020年10月下旬，宣布出售11套海馬斯與64枚MGM-140 陸軍戰術導彈系統（ATACMS），而後因美國政府片面取消M109A6自走炮採購案的因素，陸軍改為採購18套海馬斯代替M109A6的軍售案。加上先前採購11套，共採購29套，MGM-140陸軍戰術導彈系統由64枚增加至84枚，增購864枚精準火箭。首批11套已於2024年以10月交付[32]，其餘的美方表示有望提前在2026年全數交付。2024年10月，64枚MGM-140陸軍戰術導彈系統已提前運抵台灣，由駐守中台灣的陸軍第十軍團指揮部第五八砲兵指揮部官兵參與接裝訓練[33]。2025年5月，成功於國家中山科學研究院九鵬院區完成試射[34]。
  - 陸軍第十軍團指揮部 
    - 第五八砲兵指揮部[35]

 義大利
- 義大利武裝部隊：21套M142[36]

 荷蘭
- 採購20套[37]。

 阿联酋
- 阿拉伯联合酋长国军队：20套M142

 新加坡
- 新加坡陸軍：18套M142 
  - 2007年9月，新加坡军队提出购买海马斯火箭发射系统的计划。该计划包括18具海马斯发射器，9辆FMTV 5吨卡车和XM31火箭发射舱以及相应的通信设备支持。2009年，新加坡提出的购买计划合同正式交付新加坡军队使用。2011年5月新加坡第23炮兵营利用GPS进行精确打击演习，这也是第一个采取GPS进行非制导火箭进行精确打击的实例。[38]

 摩洛哥
- 2023年4月11日美國國務院批准向摩洛哥政府出售18套海馬斯多管火箭發射系統和相關設備的軍售，估計費用為5.242億美元（約159.6億台幣）。[39]

 挪威
- 採購16套

 约旦
- 约旦皇家陆军：12套M142

 立陶宛
- 2022年11月9日，美國同意出售海馬斯，金額約4.95億美元。美國國防安全合作局（DSCA）表示，軍售項目包括8套海馬斯系統、36個M30A2導引多管火箭系統（Guided Multiple Launch Rocket System）替代彈頭導彈吊艙，配備鈍感彈藥推進系統、國際野戰砲戰略數據系統及相關訓練、後勤支援服務等[40]。

 爱沙尼亚
- 美国宣布向爱沙尼亚出售6套M142海马斯，总金额估计为5亿美元（约新台币149.6亿元）。[41]

 拉脫維亞
- 美國國防部安全合作署2023年10月24日公告，美国国务院批准出售拉脫維亞6套M142高機動性多管火箭系統，並進行知會美国国会程序[42]。